# Unteroffizier
Unteroffizier är en tjänstegrad inom Bundeswehr och de tidigare tyska väpnade styrkorna. I Bundeswehr, Österrikes och Schweiz försvarsmakt är Unteroffizier även en tjänstegradgrupp. I svenska försvarsmakten är motsvarande tjänstegrader furir och överfurir.

## Bundeswehr
I Bundeswehr är Unteroffizier en underofficersgrad över Stabskorporal och under Stabsunteroffizier. På grund av att de tillhör underofficerarna utan portepé kan Unteroffiziere ge order till soldater från manskapet, på grundval av § 4 ("Vorgesetztenverordnung").
Unteroffiziere tjänstgör till exempel som stabsassistenter, instruktörer eller gruppbefäl.
Soldater och reservister i underofficerarnas karriärvägar kan utnämnas till Unteroffizier 12 månader efter att de har tillträtt Bundeswehr och har avklarat underofficersprovet eller redan har lämplig utbildning.